# Tortanus sheni
Tortanus sheni is een eenoogkreeftjessoort uit de familie van de Tortanidae. De wetenschappelijke naam van de soort is voor het eerst geldig gepubliceerd in 1988 door Hulsemann.